# Carpelimus subtilis
Carpelimus subtilis är en skalbaggsart som först beskrevs av Wilhelm Ferdinand Erichson 1839.  Carpelimus subtilis ingår i släktet Carpelimus och familjen kortvingar. Arten är reproducerande i Sverige. Inga underarter finns listade i Catalogue of Life.